# Collin Chou
Collin Chou, né le 11 août 1967 à Taïwan, est un acteur spécialisé dans les arts martiaux.
Il utilise parfois d'autres noms : Lung Yun Chou, Siu-Lung Chow, Collin Chou Hsiao-long, Sing Ngai ou Xiaolong Zhou.

## Filmographie
- 1993 : Blade of Fury
- 1993 : Evil Cult
- 1994 : Hail the Judge
- 1994 : Return to a Better Tomorrow
- 1994 : The Defender
- 1995 : The Blade : père de Ding On
- 1996 : Les Dieux du jeu 3 : Les débuts
- 1996 : Dr. Wai
- 1999 : The Victim
- 2002 : Matrix Reloaded : Séraphin
- 2002 : Matrix Revolutions : Séraphin
- 2006 : Le Maître d'armes : le père de Huo Yuanjia
- 2006 : DOA: Dead or Alive : Hayate
- 2007 : Flashpoint : Tony
- 2008 : Le Royaume interdit : seigneur de guerre
- 2010 : Kung-Fu Academy : Kam Ying
- 2012 : The Four
- 2013 : Badge of Fury (Bu er shen tan) : Chen Hu
- 2013 : The Four II (四大名捕2, Sì Dà Míng Bǔ 2)
- 2014 : The Four III (四大名捕3, Sì Dà Míng Bǔ 3)